# Anosmie
Anosmie (griechisch ἀν- an- [Verneinungspartikel, Alpha privativum]; ὀσμή osmē ‚Geruch‘) ist eine Riechstörung, die das Fehlen oder den Verlust (Riechverlust) des Geruchssinns bezeichnet.

## Ursachen
Das Fehlen der Riechwahrnehmung kann verschiedene Ursachen haben. Störungen können im Bereich des olfaktorischen und des nasal-trigeminalen Systems vorliegen, je nachdem, ob der Nervus olfactorius (1. Hirnnerv) oder der Nervus trigeminus (5. Hirnnerv) betroffen ist.
Weitere Ursachen für das Fehlen des Geruchssinns können Virusinfektionen (zum Beispiel besonders bei COVID-19), eine chronische Sinusitis, Obstruktionen der Riechwege durch Schwellung der Schleimhäute infolge einer Allergie, die Nebenwirkung von Medikamenten, Hirntumore, eine Depression sowie Schädel-Hirn-Traumata mit Abrissverletzung der Riechnerven sein. Eine Anosmie kann auch im Rahmen einer dissoziativen Störung (Dissoziation) auftreten. Symptomatisch tritt eine Anosmie bei Menschen mit dem Kallmann-Syndrom auf.
Eine Anosmie tritt seltener auch als Frühsymptom neurodegenerativer Erkrankungen wie dem Morbus Parkinson auf. In seltenen Fällen ist die Anosmie auch angeboren.

## Diagnose
Mit einer Riechprüfung (Olfaktometrie) kann der Ort der Störung festgestellt werden. Bei der Riechprüfung wird der Nervus trigeminus beispielsweise mit Essigsäure gereizt. Relativ selektive Reizstoffe für den Nervus olfactorius sind Schwefelwasserstoff, Vanille oder Rosenduft (Phenylethylalkohol). Beide Nerven zusammen werden durch Kampfer, Menthol, Pfefferminze angeregt. Bei angeborener Anosmie wird die Störung oftmals erst spät diagnostiziert, da den betroffenen Menschen ihr Unvermögen, Gerüche oder bestimmte Geschmäcke wahrzunehmen, anfangs nicht auffällt.

## Auswirkungen
Die Auswirkungen des Riechverlustes werden von Außenstehenden oft nicht erkannt oder als unwichtig herabgespielt. Der Geruchssinn wird im Vergleich zu anderen Sinnen als nebensächlich empfunden, die Folgen seines Fehlens nicht zur Genüge zur Kenntnis genommen.

### Psychische Belastungen aufgrund plötzlicher Anosmie
Plötzliche Anosmie ist mit einem erheblichen Verlust an Lebensqualität verbunden. Sie kann ein Hinweis auf ernsthafte Erkrankungen (wie bei der Alzheimer-Krankheit) sein und geht einher mit zum Teil erheblichen psychischen Belastungen. Psychische Folgen umfassen Depressionen und fortwährende Angst vor unangenehmem Eigengeruch, da selbst nicht wahrgenommene Körpergerüche zu gesellschaftlicher Ausgrenzung des Betroffenen führen können.
Menschen mit angeborener Anosmie erleiden hiervon allenfalls die chronische Befürchtung von Eigengeruch, da sie das unbekannte Geruchserlebnis nicht vermissen.

### Generelle Probleme durch Anosmie
Für den Geschmack von Speisen und Getränken ist zum überwiegenden Teil der Geruchssinn verantwortlich, Menschen ohne diesen sind auf die fünf Grundgeschmäcke (süß, sauer, salzig, bitter, umami) beschränkt. Dies kann zu Fehl- oder Unterernährung führen. Die Motivation, etwas zu essen, kann bei plötzlichem Auftreten zurückgehen, oder es wird in beiden Fällen (angeboren und erworben) verstärkt salzige oder fettige Nahrung verspeist, um das Grundgeschmackserlebnis zu genießen oder zu intensivieren. Eine Studie aus dem Jahr 2024 legt nahe, dass es auch Auswirkungen auf die Atmung gibt.

### Spezielle Risiken
Die Betroffenen können durch die mangelnde Wahrnehmung von Warnsignalen sogar in Lebensgefahr geraten. Durch die Nichtwahrnehmung von Fäulnisgerüchen kann es zum Verzehr verdorbener Speisen kommen, was zu einer Lebensmittelvergiftung führen kann. Lebensgefährliche Brände oder austretende Heizgase können zu spät bemerkt werden. Es ist jedoch möglich, starke Gerüche zu „schmecken“, was ausgiebiges Training voraussetzt.

## Behandlung
Die Behandlung der Anosmie richtet sich nach der Ursache der Störung. Für die durch eine Virusinfektion auftretende Anosmie, die auch bleibend sein kann, ist ein Therapieansatz die intranasale Gabe von Vitamin A. Da sich das Riechen üben lässt, kann ein gut etabliertes Riechtraining (mit den Duftnoten „Rose“, „Zitrone“, „Eukalyptus“ und „Gewürznelke“) die Erholungsgeschwindigkeit verdoppeln bis verdreifachen.

## Anosmie in der Kultur
- Im spanischen Roman Nunca sabrás a qué huele Bagdad, in deutscher Übersetzung Du wirst niemals erfahren, wonach Bagdad riecht, geht es um angeborene Anosmie.[6]
- Im Roman Whispers of the Dead, in deutscher Sprache Leichenblässe, von Simon Beckett leidet der darin vorkommende Serienmörder an Anosmie.
- In der sechsteiligen Fernsehserie Parfum ist die Ermittlerin Nadja Simon von Anosmie betroffen.